# Glorious Day (Living He Loved Me)
"Glorious Day (Living He Loved Me)" é uma canção gravada pela banda Casting Crowns.
É o quinto single do quinto álbum de estúdio lançado a 17 de novembro de 2009, Until the Whole World Hears.

## Desempenho nas paradas musicais
| Parada musical (2011)            | Posição |
| -------------------------------- | ------- |
| Estados Unidos - Christian Songs | 1       |